# Конькобежный спорт на зимних Олимпийских играх 1994 — 3000 метров (женщины)

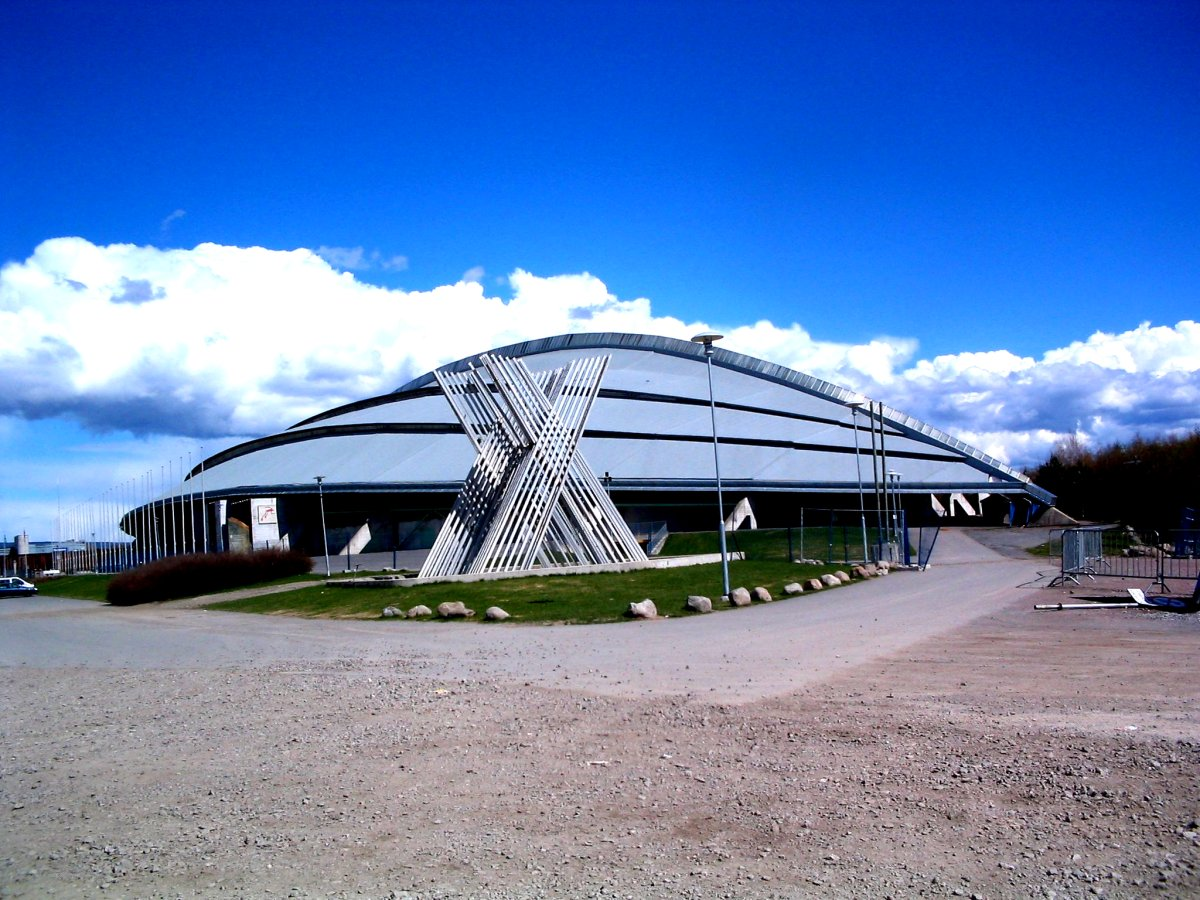
Vikingskipet (Корабль викингов) в Хамаре, где соревновались конькобежцы на Играх 1994 года

Соревнования по конькобежному спорту среди женщин на дистанции 3000 метров на зимних Олимпийских играх 1994 года прошли 17 февраля в Олимпийском зале Хамара, также известном как Vikingskipet (Корабль викингов), построенном специально для Игр 1994 года. Женщины разыграли свой первый комплект наград в конькобежной программе. В соревнованиях приняли участие 27 спортсменок.
Основной фавориткой считалась 27-летняя немка Гунда Ниман, олимпийская чемпионка 1992 года на этой дистанции, рекордсменка мира с 1990 года, многократная чемпионка мира и Европы. Ниман вышла на лёд в третьей паре, но приблизительно на отметке 500 метров неожиданно наступила на разделяющую дорожки фишку и упала. Гунда сумела быстро подняться и продолжить забег, но по неправильной дорожке, за что была дисквалифицирована. После схода Ниман лидерство удерживала 21-летняя Клаудия Пехштайн с результатом 4:18,34. В четвёртой паре на лёд вышла 27-летняя Эмеше Хуньяди из Австрии, бронзовый призёр Альбервиля-1992 на этой дистанции. Сначала она уступала графику Пехштайн, но на последних кругах сумела ускориться и на финише обошла немку на 0,20 сек. Вице-чемпионка Альбервиля на этой дистанции немка Хайке Варнике на этот раз не смогла составить никакой конкуренции лидерам, более 10 секунд проиграв Пехштайн. Наконец, на лёд вышла 21-летняя россиянка Светлана Бажанова, бронзовый призёр последнего чемпионата Европы на этой дистанции (после Ниман и голландки Карлы Зейлстры). Бажанова бежала по графику Пехштайн, опережая немку приблизительно на секунду. На финишных кругах она также начала проигрывать Хуньяди (на последнем круге Бажанова проиграла Эмеше 1,5 секунды), но всё же запаса хватило Светлане чтобы выиграть олимпийское золото с личным рекордом 4:17,43. 
Золото Бажановой стало первым для России в женском конькобежном спорте на Олимпийских играх и оставалось единственным на протяжении 12 лет вплоть до 2006 года, пока на Играх в Турине на дистанции 500 метров не победила ровесница Бажановой Светлана Журова.

## Медалисты
| Золото                   | Серебро               | Бронза                    |
| Светлана Бажанова Россия | Эмеше Хуньяди Австрия | Клаудия Пехштайн Германия |

## Результаты

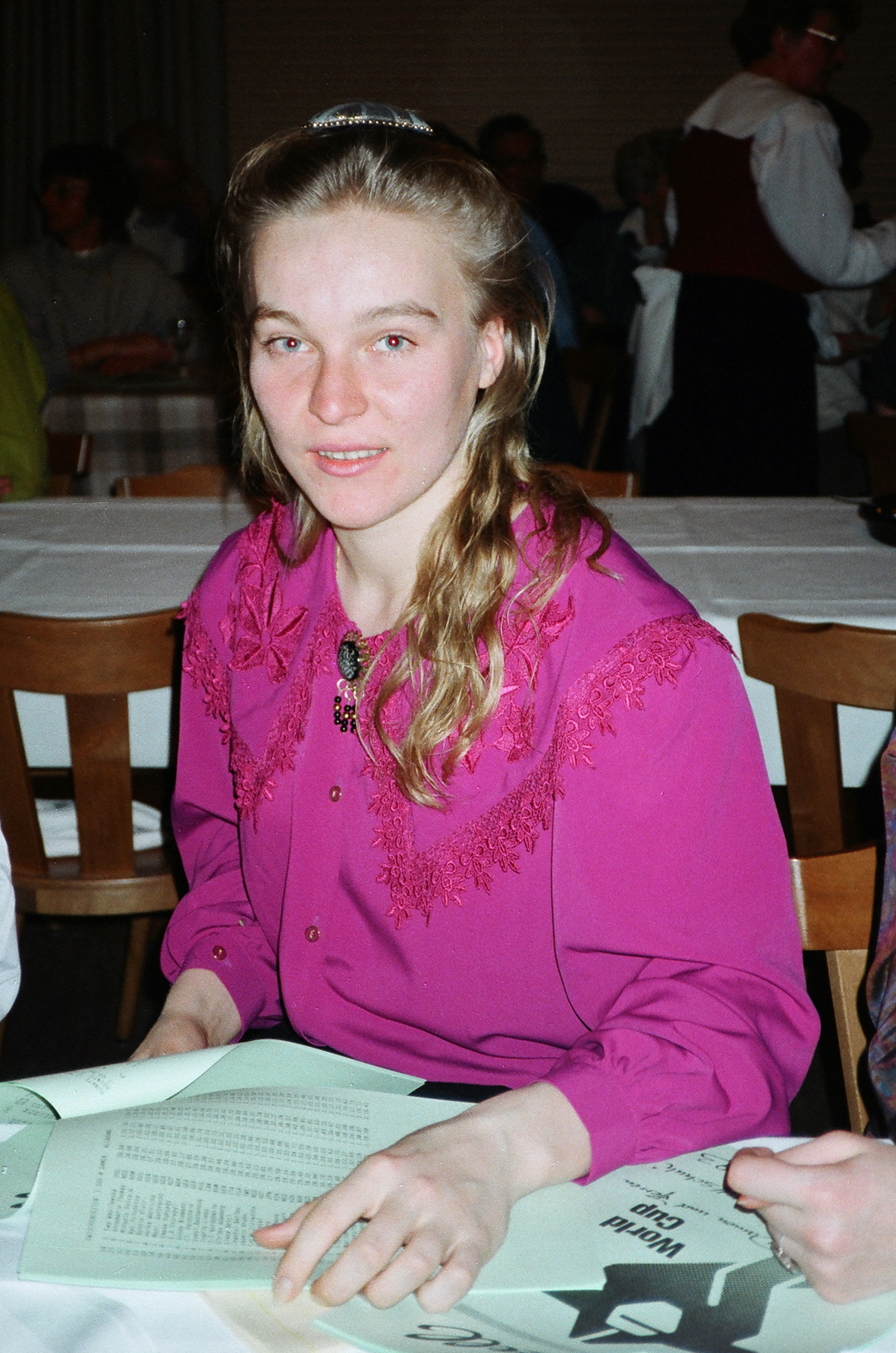
Светлана Бажанова

| Место | Спортсмен                          | Время   | Отставание |
| ----- | ---------------------------------- | ------- | ---------- |
| 1     | Светлана Бажанова (RUS)            | 4:17,43 | 0,00       |
| 2     | Эмеше Хуньяди (AUT)                | 4:18,14 | +0,71      |
| 3     | Клаудия Пехштайн (GER)             | 4:18,34 | +0,91      |
| 4     | Людмила Прокашёва (KAZ)            | 4:19,33 | +1,90      |
| 5     | Аннамари Томас (NED)               | 4:19,82 | +2,39      |
| 6     | Сэйко Хасимото (JPN)               | 4:21,07 | +3,64      |
| 7     | Хироми Ямамото (JPN)               | 4:22,37 | +4,94      |
| 8     | Михаэла Даскэлу (ROU)              | 4:22,42 | +4,99      |
| 9     | Карла Зейлстра (NED)               | 4:23,42 | +5,99      |
| 10    | Мики Огасавара (JPN)               | 4:25,27 | +7,84      |
| 11    | Тонни де Йонг (NED)                | 4:25,88 | +8,45      |
| 12    | Татьяна Трапезникова (RUS)         | 4:27,82 | +10,39     |
| 13    | Эмеше Дёрфлер-Анталь (AUT)         | 4:27,91 | +10,48     |
| 14    | Ингрид Лиепа (CAN)                 | 4:28,28 | +10,85     |
| 15    | Хайке Варнике (GER)                | 4:28,43 | +11,00     |
| 16    | Эва Василевская (POL)              | 4:28,86 | +11,43     |
| 17    | Черасела Хордобециу (ROU)          | 4:29,31 | +11,88     |
| 18    | Элизабетта Пицио (ITA)             | 4:32,34 | +14,91     |
| 19    | Энджела Цукерман (USA)             | 4:33,08 | +15,65     |
| 20    | Ясмин Крон (SWE)                   | 4:33,34 | +15,91     |
| 21    | Крис Шилз (USA)                    | 4:34,14 | +16,71     |
| 22    | Шантал Бэйли (USA)                 | 4:34,64 | +17,21     |
| 23    | Бэ Ён Би (KOR)                     | 4:34,86 | +17,43     |
| 24    | Кенжеш Сарсыкенова-Орынбаева (KAZ) | 4:45,56 | +28,13     |
| 25    | Илонда Лусе (LAT)                  | 4:47,75 | +30,32     |
| —     | Элена Бельчи (ITA)                 | 4:20,32 | DSQ        |
| —     | Гунда Ниман (GER)                  | —       | DSQ        |